# Palaemonetes antennarius
Palaemonetes antennarius е вид десетоного от семейство Palaemonidae. Видът не е застрашен от изчезване.

## Разпространение и местообитание
Разпространен е във Ватикана, Гърция (Егейски острови и Крит), Италия (Сицилия), Турция и Хърватия.
Обитава сладководни басейни и реки.